# Verses
Verses – tomik wierszy amerykańskiej bibliotekarki, pisarki i poetki Mary Wright Plummer, opublikowany pośmiertnie w 1916. Zbiorek został oparty na wcześniejszej edycji pod tym samym tytułem, wydanej w 1896 w liczbie 300 egzemplarzy przeznaczonych do prywatnej dystrybucji. Pierwotnie książka zawierała tylko 15 utworów, ale w wersji okolicznościowej została poszerzona o kolejne cztery wiersze. Impulsem do wznowienia tomu był śmierć autorki we wrześniu 1916 roku i duże zainteresowanie czytelników jej dorobkiem. Tomik zawiera przede wszystkim sonety The Divine Right of Kings, Life, Music, Old Age, Prayers for the Living, Nature, cykl Disillusion (złożony z utworów Morning i Evening), The Death of Caesar. Cicero’s Soliloquy, The Conquest of the Air, Inheritance i Requiem. Oprócz tego w zbiorku znalazły się wiersze The Wind-Swept Multitude in the Inferno, Irrevocable, And Enoch Walked with God, My Own, The two Natures, The Birthday in Heaven, The Chosen People i Lost Children.